# Tamariu
Tamariu este o localitate în Spania în comunitatea Catalonia în provincia Girona. În 2005 avea o populație de 262 locuitori. Aparține din punct de vedere administrativ de municipiul Palafrugell. 
1. ↑   https://analisi.transparenciacatalunya.cat/Demografia/Nomencl-tor-estad-stic-d-entitats-i-nuclis-de-pobl/tssr-jqsj/about_data Lipsește sau este vid: |title= (ajutor)
2. ↑  Nomenclátor Geográfico de Municipios y Entidades de Población (20240402 edition)
3. ↑   (PDF) http://centrodedescargas.cnig.es/CentroDescargas/documentos/Memoria_NGMEP.pdf Lipsește sau este vid: |title= (ajutor)